# 証券コード協議会
証券コード協議会（しょうけんコードきょうぎかい、略称：SICC、証コ協、英文呼称：Securities Identification Code Committee）とは、日本の公開企業等に付番される証券コード及び業種を、公共性の観点から統一的な基準に基づいて設定することを目的に、全国4つの証券取引所（東京証券取引所、名古屋証券取引所、福岡証券取引所、札幌証券取引所）及び証券保管振替機構から組織され運営されている協議会。
東京証券取引所情報サービス部が事務局を務めている。

## ISINコード
ANNA(Association of National Numbering Agencies)に加盟し、日本におけるISINコードの付番機関に指定されている。
ISINコードとは、国際証券コード仕様ISO6166で定められている全世界共通の証券系コードであり、各国一機関のみがISINコードの付番機関に指定されている。
また、日本が付番権限を有するISINコードの付番体系は、証券コード協議会事務局が国内の「新証券コード仕様」を定めている。